# Henrik Andenæs
Henrik Andenæs (Oslo, 1950. szeptember 17. –) norvég üzletember. 1985 és 1987 között Amerikában dolgozott a Christiania Banknál, 1987 és 1990 között a Ringnes sörgyár helyettes vezérigazgatója, 1990 és 1994 között az 1994-es téli olimpia szervezőbizottságának vezérigazgatója volt. 2006-tól 2007-ig a Hurtigruten AS tömegközlekedési vállalatnál volt vezérigazgató, Olav Fjell követte.